# Ализаде, Зардушт Мамед Мубариз оглы
Зардушт Мамед Мубариз оглы Ализаде (азерб. Zərdüşt Əlizadə) род. 2 февраля 1946, Баку) ― независимый азербайджанский политолог и бывший политик. Известен своими интервью, политическими комментариями и статьями, критикующими жесткое правление правящей партии «Ени Азербайджан».

## Биография
Родился в 1946 году в семье Мамеда Мубариза Ализаде, профессора филологии Азербайджанского государственного университета .  Учился в средней школе № 132 и в 1969 году окончил Азербайджанский государственный университет по специальности «арабоведение». В течение следующих семи лет работал переводчиком с русского на арабский в различных советских миссиях в Египте и Южном Йемене. С 1971 по 1990 год работал в Институте востоковедения Национальной академии наук Азербайджана, где впоследствии получил степень магистра филологии.

## В Народном фронте
В 1988 году Зардушт Ализаде стал одним из основателей Народного фронта Азербайджана, первой оппозиционной партии в тогдашнем Советском Азербайджане. 
В 1989 году был одним из партийных делегатов, отправленных в Грузию для встречи с членами грузинской оппозиции, включая Звиада Гамсахурдиа и Мераба Коставу, с целью предотвращения потенциальных межэтнических столкновений с участием азербайджанского меньшинства Грузии.
Ализаде принадлежал к центристскому крылу Народного фронта Азербайджана, поэтому по мере роста радикализма в партии он и его поддерживающие центристы подверглись нападкам со стороны сторонников Эльчибея, в основном азербайджанцев, уроженцев Нахичевани и Армении. Ализаде описал состояние Народного фронта в то время как «скопление агентов КГБ и региональных мафиозных кланов». 7 января 1990 года Зардушт Ализаде объявил о своем выходе из Народного фронта в связи с тем, что захват партии «экстремистами», по его словам, привёл к насилию и хаосу.

## В оппозиции
Сразу после ухода из Народного фронта Ализаде вместе с единомышленниками основал Социал-демократическую партию Азербайджана, ориентированную на западноевропейский стиль социальной жизни, выступавшую за демократию и больше гармонии в отношениях с другими бывшими советскими республиками 30 сентября 1990 года он безуспешно баллотировался в Верховный совет Азербайджана и заявил, что выборы были сфальсифицированы.
Эльчибей был избран новым президентом Азербайджана на выборах 1992 года. В своих интервью и публикациях Ализаде охарактеризовал президентство Эльчибея как «бездумное, разрушительное и прокладывающее путь к диктаторскому правлению» Гейдара Алиева. Он открыто назвал активистов Народного фронта «агентами Алиева». В 2000 году он покинул партию, которую тогда возглавлял его брат Араз Ализаде, не впечатлённый политикой последнего, и отношения между двумя братьями оставались натянутыми.

## Взгляды
Ализаде критически относится к неправительственным организациям и оппозиционным партиям, призывающим к международной военной операции против Ирана с территории Азербайджана. По его словам, нападение на суверенное государство является нарушением международного права, что может стать серьёзным дестабилизирующим фактором в регионе и привести к вторжению иранских войск в Азербайджан и достижению Баку в течение 12 часов. В то же время Ализаде считает, что Иран, скорее всего, станет мишенью американской военной операции в ближайшем будущем.
С 2005 по 2011 год Зардушт Ализаде возглавлял исполнительный совет азербайджанского отделения Фонда Сороса. В настоящее время он является директором частного учреждения, известного как Бакинская школа журналистики.